# Buridi
I Buridi furono una dinastia che governò Damasco nella prima metà del XII secolo, dal 1104 fino al 1154, quando essa fu conquistata dall'atabeg zengide di Aleppo Nur al-Din.

## Storia
Il fondatore della dinastia fu Toghtigin, ex mamelucco e atabeg del re di Damasco, Duqāq (ultimo rappresentante della breve dinastia dei Selgiuchidi siriani).
Dopo la morte di Duqāq, nel 1104, egli prese il controllo della città, essendo morto prematuramente in quello stesso anno l'infante Tutush II, figlio ed erede di Duqāq, e il fratello di questi, Irtāsh.
L'atabeg assunse allora in prima persona il governo della città, fondando un emirato che riuscì a fronteggiare Aleppo (governata dal fratello del defunto Duqāq, Riḍwān, e i crociati, installati dall'inizio del XII secolo sulla costa siro-palestinese.
Dopo una vittoria sul re Baldovino di Gerusalemme, il califfo di Baghdad al-Mustazhir nominò Toghtigin mujahidin (1105-06), legittimandone la posizione e sperando di farne la punta di diamante della lotta contro i crociati.
Ma il regno di Damasco puntò a costituire piuttosto una politica estera pragmatica, fatta di tregue e negoziati con il regno latino di Gerusalemme.
Ciò non significò naturalmente una pace stabile, tant'è vero che i Buridi sconfissero per esempio i Crociati nella battaglia di Marj al-Suffar del 1126.
Il figlio e successore di Toghtigin, Taj al-Muluk Buri (1128-1132), diede il nome alla dinastia.
Le successive due generazioni - Abū l-Faḍl Ismāʿīl, detto Shams al-Mulūk, figlio di Būrī, e Shihāb al-Dīn Mahmūd, fratello di Abū l-Faḍl Ismāʿīl - continuarono nel difficile gioco di bilanciamento politico tra cristiani della costa e potere selgiuchide, con il terzo protagonista nella persona di Norandino, signore di Aleppo.
Ma la spinta militare dei crociati, come pure quella zengide, divenne sempre più pressante e le lotte fra fazioni rivali damascene si inasprirono sotto il regno di Shihāb al-Dīn, che fu il periodo politicamente e militarmente più agitato della dinastia.
La dinastia finì quando Nūr al-Dīn prese Damasco il 26 aprile 1154.

## Emiri buridi di Damasco
- Sayf al-Islam Ẓāhir al-Din Ṭoghtigīn (1104-1128)
- Taj al-Muluk Buri (1128-1132)
- Ismāʿīl Shams al-Mulūk (1132-1135)
- Shihab al-Din Mahmud (1135-1139)
- Jamal al-Din Muhammad (1139-1140)
  - Unur reggente (1140-1149)
- Mujir al-Din Abaq (1140/1149-1154)